# 임헌조
임헌조는 전 민주노동당 창립 멤버이자 현 뉴라이트 전국연합의 사무처장이다. 1980년대 중반 주사파 운동권 출신으로, 1990년대 이후 기존에 신봉했던 주체사상에서 우파로 전향하여 '전향386'으로 불리기도 한다.

## 출신학교
- 인하대학교 섬유공학과 85학번

## 경력
- 민주노동당 창립멤버
- 2009년 자유주의진보연합의 사무처장
- 뉴라이트전국연합 사무처장
- 국민희망교육연대 상임대표
- 범시민사회단체연합 상임공동대표
- 2022년 5월 ~ 2022년 8월 대통령비서실 시민사회수석실 시민소통비서관

## 비판과 논란
- 선거법위반 의혹[2]
- 이중국적허용 발언[3]

## 관련 단체
- 방송개혁시민연대